# James Young (Politiker, 1866)

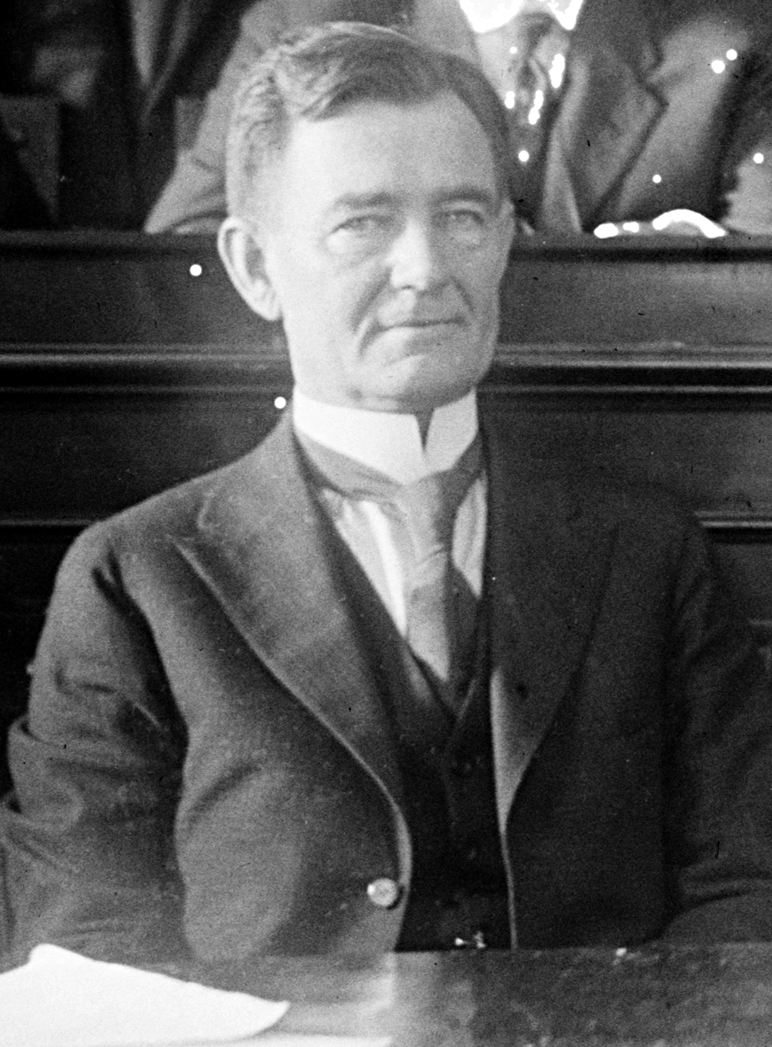
James Young (1920)

James Young (* 18. Juli 1866 in Henderson, Texas; † 29. April 1942 in Dallas, Texas) war ein US-amerikanischer Politiker. Zwischen 1911 und 1921 vertrat er den Bundesstaat Texas im US-Repräsentantenhaus.

## Werdegang
James Young besuchte die öffentlichen Schulen seiner Heimat. Nach einem anschließenden Jurastudium an der University of Texas in Austin und seiner 1891 erfolgten Zulassung als Rechtsanwalt begann er in Kaufman in diesem Beruf zu arbeiten. Gleichzeitig schlug er als Mitglied der Demokratischen Partei eine politische Laufbahn ein.
Bei den Kongresswahlen des Jahres 1910 wurde Young im dritten Wahlbezirk von Texas in das US-Repräsentantenhaus in Washington, D.C. gewählt, wo er am 4. März 1911 die Nachfolge von Robert M. Lively antrat. Nach vier Wiederwahlen konnte er bis zum 3. März 1921 fünf Legislaturperioden im Kongress absolvieren. In seine Zeit im Kongress fiel der Erste Weltkrieg. Außerdem wurden zwischen 1913 und 1920 der 16., der 17., der 18. und der 19. Verfassungszusatz ratifiziert.
1920 verzichtete Young auf eine weitere Kandidatur. Nach dem Ende seiner Zeit im US-Repräsentantenhaus praktizierte er bis 1937 wieder als Anwalt. Im Jahr 1930 strebte er erfolglos die Nominierung seiner Partei für die Gouverneurswahlen an. 1937 zog er nach Dallas, wo er am 29. April 1942 starb.